# Újezd (Vysočina)
Újezd (in tedesco Aujest) è un comune ceco situato nel distretto di Žďár nad Sázavou, nella regione di Vysočina.